# Georges Duby
Georges Duby (París, 7 de octubre de 1919-Le Tholonet, Provenza-Alpes-Costa Azul, 3 de diciembre de 1996) fue un historiador francés especializado en historia social e historia de las mentalidades de la Edad Media. Se encuentra entre los medievalistas más influyentes del siglo XX, siendo uno de los más prominentes intelectuales franceses en la década de 1970 hasta su muerte. Es autor de Los tres órdenes o lo imaginario del feudalismo, una obra fundamental en la historiografía medieval que ahonda en la construcción de la ideología feudal a través de los textos de Adalberón de Laon.
Nacido en una familia de artesanos provenzales que vivían en París, fue inicialmente educado en el campo de la geografía histórica antes de entrar a especializarse en historia. Obtuvo una licenciatura en Lyon en 1942 y completó su tesis de postgrado en la Sorbona ante Charles-Edmond Perrin en 1952. Enseñó primero en Besançon y luego en la Universidad de Aix-en-Provence antes de ser nombrado presidente de la Sociedad de Historia Medieval en el Collège de France en 1970. Permaneció unido al Collège hasta su jubilación en 1991. Fue elegido miembro de la Académie française en 1987.

## Vida y trayectoria
Obtuvo en 1941 l'agrégation de lettres, y en 1942 empezó su carrera en la capital francesa. Fue alumno de Charles-Edmond Perrin. Luego enseñó en Besançon y en Aix-en Provence, donde permaneció veinte años. Tras la defensa de su tesis de Estado, en 1953, obtuvo una cátedra. En 1970, pasó a París, al ser elegido profesor del Colegio de Francia. En 1987, ingresó en la Academia francesa. Fue miembro de varias academias nacionales y extranjeras: la de Bélgica, la británica, la romana (dei Lincei) y la estadounidense.
Particularmente especializado en los siglos X, XI y XII de la Europa occidental, estuvo asociado con la Escuela de los Annales, fundada en 1929 por Marc Bloch y Lucien Febvre, que promulgaban una Nueva Historia, con énfasis en los procesos de larga duración, sociales y económicos, y que tuvo luego como máximo exponente a Fernand Braudel.
Su estudio sobre la base material del Medievo le permitirá irrumpir con agudeza en la historia de las mentalidades, analizando el utillaje mental (vocabulario, sintaxis, lugares comunes, cuadros lógicos, etc.), de entonces de un modo nuevo. Pues, según Duby, si se da demasiada autonomía a las estructuras mentales se tiende a caer en círculos viciosos. Así que con el ejemplo de Mauss (los hechos sociales totales) y Lévi-Strauss (las dimensiones simbólicas de lo social) trabaja sobre el matrimonio, la sexualidad y ciertos sistemas del pensamiento, e investiga sobre la ideología entendida como «proyecto de acción sobre lo vivido». 
Desde 1953, la aparición de sus publicaciones se ha prodigado mucho. A libros fundamentales como Guerreros y campesinos, o como Hombres y estructuras de la Edad Media se añadieron textos de interpretación más vasta sobre la sociedad medieval: La época de las catedrales, San Bernardo y el arte cisterciense, El caballero, la mujer y el cura, El amor en la Edad Media, así como su poderoso y fecundo estudio Los tres órdenes o lo imaginario del feudalismo. A ellos cabe añadir dos monografías, que tuvieron muchas decenas de miles de lectores Guillermo el Mariscal, El domingo de Bouvines. Entre otras conversaciones, donde ofrece un balance personal, destacan Diálogo sobre la historia, La historia continúa y Passions communes.
A su obra individual, atenta a los impulsos culturales más ricos, se suma su empuje en la realización de proyectos como La Edad Media (en la Historia general de las civilizaciones); Histoire de la France rurale; Historia de la vida privada, la Historia de las mujeres, o un Atlas histórico. Prácticamente, han sido traducidos todos sus libros al castellano, y han podido verse en España muchos de sus programas televisivos (fue presidente de la SEPT, cadena de televisión cultural fundada en 1985).

## Obras
- Economía rural y vida campesina en el occidente medieval, Altaya, 1999 (or. 1962). ISBN 978-84-487-1268-6[2]
- Hombres y estructuras de la Edad Media, Madrid, Siglo XXI, 1997 (or. 1973). ISBN 978-84-323-0300-5
- El domingo de Bouvines, Madrid, Alianza, 1988 (or. 1973). ISBN 84-206-9581-5
- El año mil, Barcelona, Gedisa, 1988 (or. 1974). ISBN 978-84-7432-322-1
- Guerreros y Campesinos. Desarrollo inicial de la economía europea (500-1200), Madrid, Siglo XXI, 2009 (or. 1973). ISBN 978-84-323-1390-5
- Historia social e ideologías de las sociedades, Barcelona, Anagrama, 1976 (or. 1971-1972).
- San Bernardo y el arte cisterciense (el nacimiento del gótico), Madrid, Taurus, 1992 (or. 1979).
- El amor en la Edad Media, Madrid, Alianza, 2000 (or. 1988). ISBN 978-84-206-2659-8.
- La época de las catedrales, Madrid, Cátedra, 1997 (or. 1976). ISBN 978-84-376-1179-2
- Arte y sociedad en la Edad Media, Madrid, Taurus, 1998. ISBN 978-84-306-0291-9
- Año 1000, año 2000, Santiago de Chile, Andrés Bello, 1995 (or. 1995).
- Damas del siglo XII, Madrid, Alianza, 1997 (or. 1995). ISBN 978-84-487-0720-0
- El siglo de los caballeros, Madrid, Alianza, 1995 (or. 1993). ISBN 978-84-206-9461-0.
- Atlas histórico mundial, Círculo de Lectores, 1990. ISBN 978-84-226-2944-3
- Civilización latina, Laia, 1989. ISBN 978-84-7668-268-5
- Guillermo el Mariscal, Madrid, Alianza, 2010 (or. 1984). ISBN 978-84-206-3502-6
- El caballero, la mujer y el cura, Madrid, Taurus, 1999 (or. 1981). ISBN 978-84-306-0345-9
- Los tres órdenes o lo imaginario del feudalismo, Madrid, Taurus, 1980 (or. 1978). ISBN 84-85746-01-5
- Europa en la Edad Media, Barcelona, Paidós, 2007. ISBN 978-84-493-1958-7
- Les femmes et le pouvoir au XIIe siècle, conferencia en el Collège de France, 17-2-1994, CD audio, Houilles, Le Livre qui parle, 2009.
- Los procesos de Juana de Arco, Granada, Universidad de Granada, 2005. Con Andrée Duby. ISBN 84-370-6261-6

### Coordinación y trabajos colectivos
- La Edad Media (en la Historia general de las civilizaciones), Barcelona, Destino, 1969 (colaboración).
- Faire de l'histoire, París, Gallimard, 1974. Dirigido por Jacques Le Goff y Pierre Nora (colaboración).
- Histoire de la France rurale, París, Seuil, 1977 (colaboración).
- Historia de la vida privada, Madrid, Taurus, 5 vols, 1987-1989 (or. 1987). Codirigido con Philippe Ariès.
- Historia de las mujeres, Madrid, Taurus, 5 vols, 1991-1993 (or. 1990-1992). Codirigido con Michelle Perrot.